# 바레나구

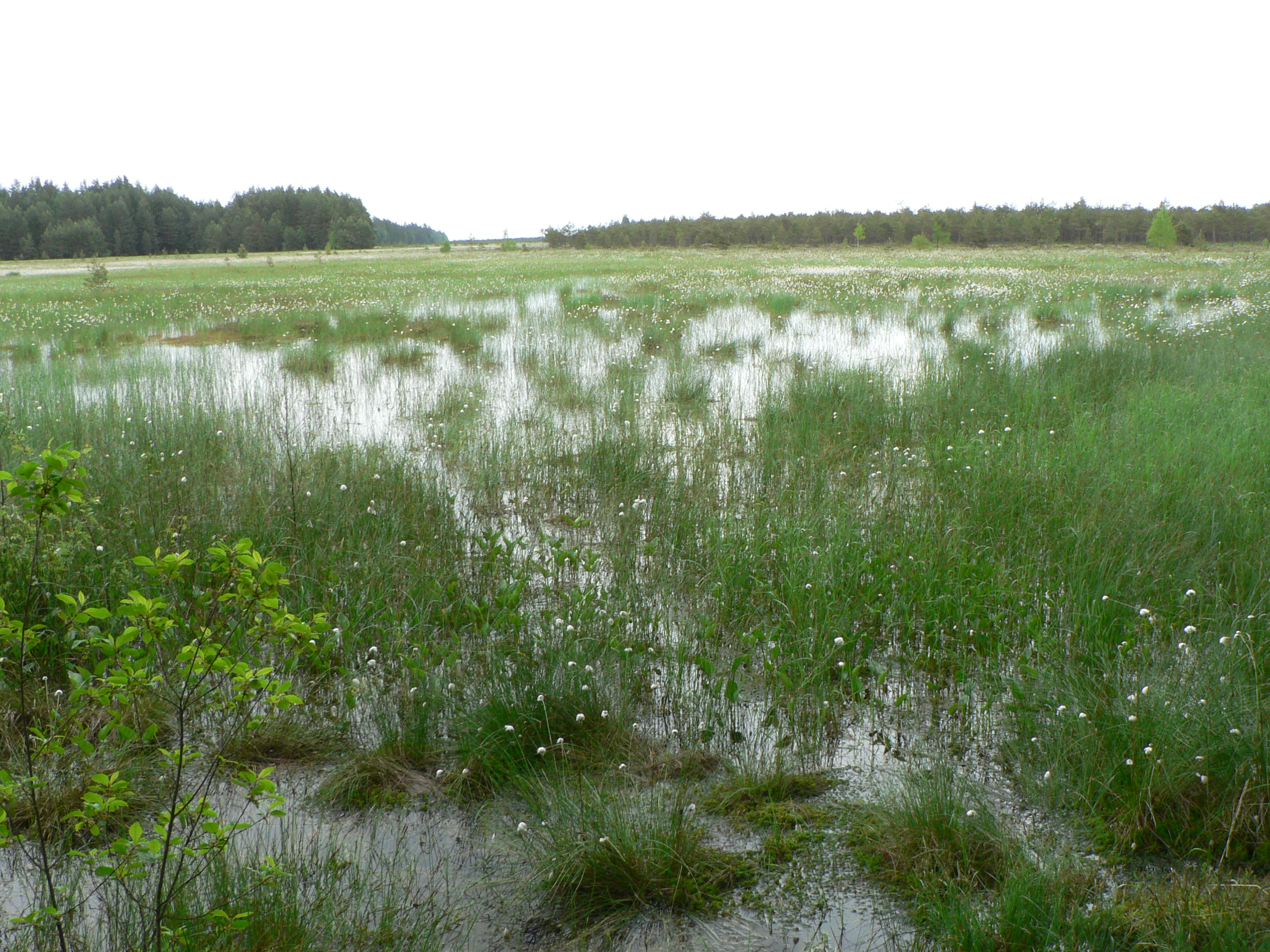
바레나구에 위치한 쳅켈랴이 습지

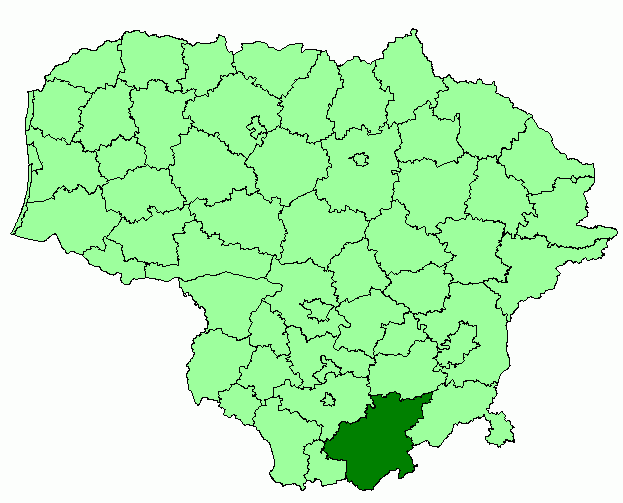
바레나구의 위치

바레나구(리투아니아어: Varėnos rajono savivaldybė)는 리투아니아 알리투스주를 구성하는 5개 지방 자치체 가운데 하나로 행정 중심지는 바레나이며 면적은 2,216km2, 인구는 23,528명(2015년 기준), 인구 밀도는 10.6명/km2이다. 8개 장로구를 관할하며 리투아니아에서 면적이 가장 넓은 지방 자치체이기도 하다. 알리투스주 드루스키닝카이시, 알리투스구, 빌뉴스주 트라카이구, 샬치닝카이구와 접하며 남쪽으로는 벨라루스와 국경을 접한다.

지방 자치체 문장